# Credenciais verificáveis

O titular de uma credencial verificável opera em um triângulo de confiança, mediando entre o emissor e o verificador. O emissor e o titular confiam um no outro, o titular confia no verificador e o verificador confia no emissor. Qualquer papel no triângulo pode ser assumido por uma pessoa, uma instituição ou um dispositivo de IoT

Credenciais verificáveis (VCs) são credenciais digitais que seguem os padrões abertos relevantes do World Wide Web Consortium. Eles podem representar informações encontradas em credenciais físicas, como um passaporte ou carteira de motorista, bem como coisas novas que não têm equivalente físico, como a titularidade de uma conta bancária. Elas têm inúmeras vantagens sobre as credenciais físicas, principalmente o fato de serem assinadas digitalmente, o que as torna resistentes à modificação e instantaneamente verificáveis.
Este é um conceito fundamental do paradigma de identidade digital conhecido como identidade auto-soberana ou identidade descentralizada.
Credenciais verificáveis podem ser emitidas por qualquer pessoa, sobre qualquer coisa, e podem ser apresentadas e verificadas por todos. A entidade que gera a credencial é chamada de Emissor . A credencial é então entregue ao Titular, que a armazena para uso posterior. O Titular pode então provar algo sobre si mesmo apresentando suas credenciais a um Verificador .

## Modelo da confiança
O titular de uma credencial verificável opera num triângulo de confiança, mediando entre o emissor e o verificador.
- O emissor confia no titular
- O titular confia no verificador
- O verificador confia no emissor

Qualquer papel no triângulo pode ser assumido por uma pessoa, uma instituição ou uma máquina.
Observe que, como credenciais verificáveis podem ser criadas por qualquer pessoa, o verificador decide se confia no emissor.